# Immortal
Immortal (engl. für ‚unsterblich‘) ist eine norwegische Metal-Band, die als Death-Metal-Band gegründet wurde und zu den bekanntesten Gruppen des norwegischen Black Metal der frühen 1990er Jahre zählt. Von den Bandmitgliedern wurde die Bezeichnung „Black Metal“ zuweilen vermieden, da die Band nicht auf dem Satanismus basiert, wie im Black Metal üblich, und die Musiker in Interviews darauf hinweisen, dass sie keine Satanisten sind. Stattdessen wurden Stilbenennungen wie „Holocaust Metal“ und „Dark Fantasy Metal“ verwendet.

## Bandgeschichte

### Gründung

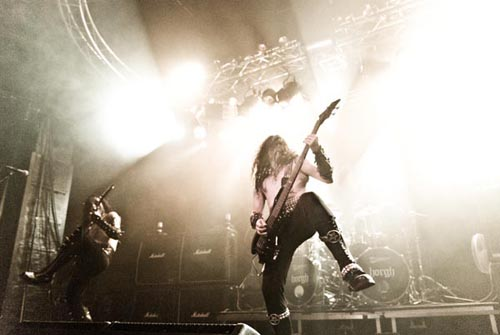
Immortal Live auf dem Hole in the Sky 2007

Die Band wurde 1990 in Bergen von Bassist und Sänger Abbath Doom Occulta (Olve Eikemo) von Old Funeral und den Gitarristen Demonaz Doom Occulta (Harald Nævdal) und Jørn Inge Tunsberg sowie dem Schlagzeuger Armagedda gegründet, die vorher in der Death-Metal-Band Amputation gespielt hatten. Die Band nahm zwei Demos auf, die dem Death Metal zuzuordnen und von Possessed und Morbid Angel beeinflusst waren. Nach dem zweiten Demo Suffocate, für das der Mayhem- und Morbid-Sänger Dead das Cover gezeichnet hatte, entließ die Band Tunsberg, der später die Band Hades gründete, und wandte sich, beeinflusst von Venom, Bathory und Mayhem, dem Black Metal zu; Abbath war einem Interview mit dem Rock Hard von 2009 nach schon länger Fan dieser Bands, musste aber erst Demonaz davon überzeugen; Demonaz nannte 2007 im Guitar World Celtic Frost und Bathory als Inspiration. Metalion vom Slayer Magazine weist auf den Einfluss des Mayhem-Gitarristen Øystein „Euronymous“ Aarseth hin, der die Band zu ihrem Wandel bewegt habe. „Selbst wenn sie das nicht zugeben wollen, es ist die Wahrheit. […] Die gesamte norwegische Szene baut auf Euronymous und seinem Vermächtnis auf.“ Nach dem Stilwechsel veröffentlichte die Band ihre erste EP Immortal. Die spätere Wiederveröffentlichung der EP zusammen mit denen anderer Bands auf True Kings of Norway wird von der Band als Bootleg angesehen, da sie ohne deren Wissen veröffentlicht wurde.

### Diabolical Fullmoon Mysticism,Pure HolocaustundBattles in the North
Nach und nach erlangte Immortal im Untergrund der Szene Popularität, und ihr erstes, bathory-lastiges Album Diabolical Fullmoon Mysticism auf dem französischen Label Osmose Productions erntete durchwegs gute Kritiken; zu dem Lied The Call of the Wintermoon wurde ein Musikvideo gedreht, das die Band nachträglich als Fehler wertet. Anders als im Black Metal üblich, basieren die Texte von Immortal nicht auf Satanismus, sondern handeln von einem imaginären Königreich namens Blashyrkh, das auf dem Debüt erstmals im Lied Blacker than Darkness vorkommt. Außerdem stellen die Textinhalte „allesamt unheilige Visionen von der dunklen Seite der Vorstellungskraft dar. Du kannst diese Dinge immer sehen. Du mußt nur die Türen öffnen, hinter denen sie sich befinden. Man kann vieles auch im übertragenen Sinne sehen, wir wissen jedoch ganz genau, was wir damit ausdrücken wollen.“ Zum Zeitpunkt, als das technisch fortgeschrittenere Zweitwerk Pure Holocaust abgemischt wurde, kam Erik „Grim“ Brødreskift zur Band; er wurde auf dem Cover abgebildet, wirkte daran aber selbst nicht mit. Der Name des Albums hat keinen nationalsozialistischen Bezug. Die Texte handeln hauptsächlich von Bergen, Eiswüsten, Schlachten und Düsternis, wie auf den anderen Alben auch. Abbath wies darauf hin, dass die Band nicht politisch gewesen sei und Demonaz bezeichnete die Demokratie als das für die Band beste System, wenngleich Politik für die Band nicht wichtig gewesen sei. Nachdem die Band mit Euronymous und Varg Vikernes befreundet gewesen war und ersterer sie unterstützt hatte, war Vikernes’ Mord an Euronymous für die Band ein Schock. Abbath hat sich nach den Ereignissen im Jahre 1993 zusehends von Vikernes und dessen Aussagen distanziert; vom Magazin Guitar World auf Vikernes angesprochen, antwortete er: „Fuck Varg!“ Grim spielte auf der nachfolgenden Fuck Christ Tour und der Sons of Northern Darkness Tour Schlagzeug, wurde dann aber aus der Gruppe entlassen. Pure Holocaust und der Nachfolger Battles in the North gelten als Meilensteine des traditionellen Black Metal und wurden von Abbath und Demonaz im Alleingang eingespielt, wobei ersterer das Schlagzeug spielte und ihm bei Battles in the North zahlreiche Spielfehler unterliefen.

### Blizzard BeastsundAt the Heart of Winter

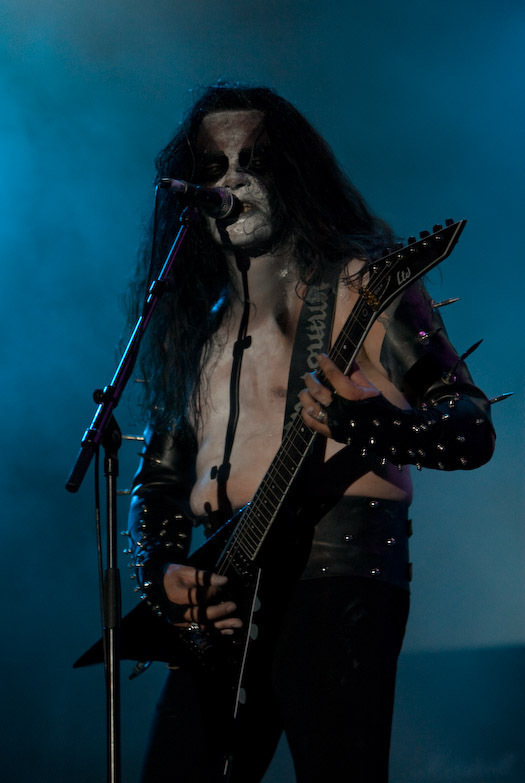
Abbath Live auf dem W:O:A

Abgesehen von Abbath und Demonaz war das Line-Up extrem instabil, bis 1996 für die Aufnahmen von Blizzard Beasts der Schlagzeuger Horgh (Reidar Horghagen) der Band beitrat. Demonaz, verantwortlich für sämtliche Liedtexte der Band, erlitt 1997 eine unheilbare Sehnenscheidenentzündung, die es ihm unmöglich machte, weiterhin Gitarre zu spielen. Er schrieb aber weiter die Texte und kümmerte sich um das Management der Band. Der Bassist Abbath übernahm notgedrungen die Gitarre. Nach diesen Besetzungswechseln nahm die Band die Arbeit wieder auf und veröffentlichte 1999 At the Heart of Winter. Dieses Album ist größtenteils um einiges langsamer, melodischer und abwechslungsreicher als seine von Aggressivität und Geschwindigkeit geprägten Vorgänger, eine „Abkehr von reinrassiger Raserei zu kompakteren und komplexeren Kompositionen“ mit vielen Einflüssen von Morbid Angel und aus dem klassischen Heavy Metal, der Hauptriff des Titelstücks ist eine Hommage an AC/DCs Hells Bells; es stellt in den Augen mancher Anhänger den künstlerischen Höhepunkt der Band dar. Auf dem folgenden, wieder etwas härteren Album Damned in Black war dann zum ersten Mal der neu hinzugestoßene Bassist Iscariah zu hören. Das 2002 erschienene Album Sons of Northern Darkness kann als die Kombination der Stilelemente von At the Heart of Winter und Damned in Black mit Einflüssen von Motörhead und aus dem Thrash Metal angesehen werden und markierte den kommerziellen Höhepunkt der Band. Die Waffen auf den Bildern zur Promotion des Albums wurden von der Band und Freunden entworfen und hergestellt. Wegen der Ausstattung, der Theatralik und Abbaths offenem Hosenstall auf den Bildern wurde die Band zunehmend als lächerlich empfunden.

### Damned in BlackundSons of Northern Darkness
Im Jahr 2000 unterzeichnete Immortal einen Vertrag mit dem deutschen Label Nuclear Blast, welches in weiten Teilen der Metal-Szene als kommerzielles und somit für Black Metal ungeeignetes Label gilt. Trotzdem blieb die Band szeneintern von Vorwürfen der Kommerzialität größtenteils verschont. Nach dem Weggang von Iscariah 2003 kam Saroth als Nachfolger zu Immortal und bestritt einige Live-Auftritte mit der Band, u. a. auf dem Inferno-Festival, von dem es auch Live-Aufnahmen gibt. Im Sommer 2003 löste sich die Band auf. Horgh spielte mittlerweile bei Hypocrisy. Abbath schloss sich 2005 mit Armagedda, dem Enslaved-Gitarristen Arve Isdal und dem ehemaligen Gorgoroth-Bassisten TC King zum Projekt I zusammen. Anfang April 2006 unterzeichneten sie schließlich einen Vertrag mit Nuclear Blast. Das Debütalbum Between Two Worlds wurde am 3. November 2006 veröffentlicht.

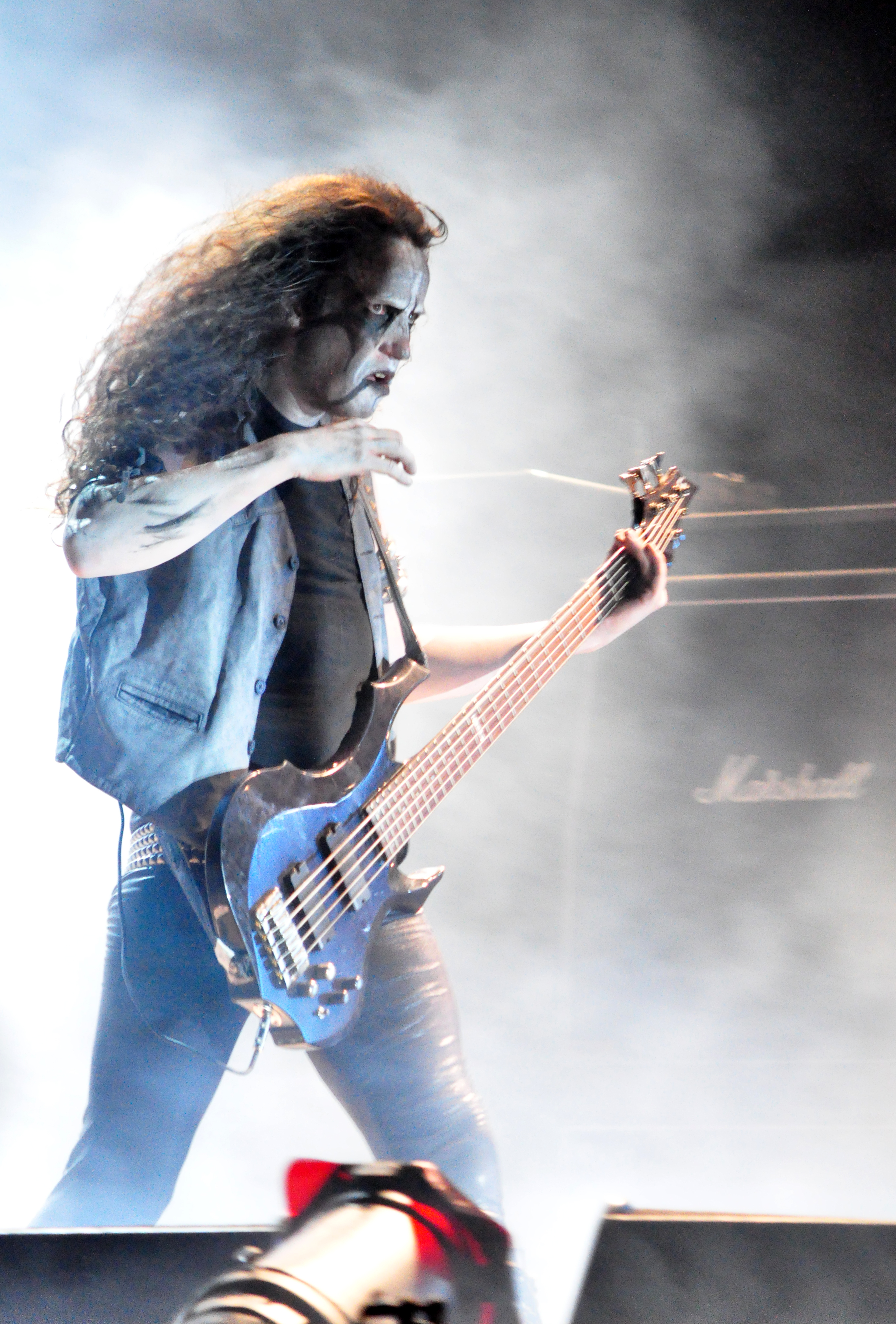
Apollyon auf dem Party.San 2012

Durch ein Interview in der Mai-2006-Ausgabe des Rock-Hard-Magazins verdichteten sich die Gerüchte einer Wiedervereinigung. Eikemo verglich Immortal mit „Kälte und Frost“, welche ebenfalls immer wiederkehren würden. Diese Gerüchte bestätigten sich, als die Band bereits über ein Jahr vor dem Festival für das Wacken Open Air 2007 angekündigt wurde. Ein neues Studioalbum wurde ebenfalls angekündigt. Die Besetzung von Immortal 2006 bestand aus Abbath und Horgh sowie Apollyon von Aura Noir am Bass als neues Mitglied. Die Nachricht, dass ein genesener Demonaz die Gitarre wieder übernehme, entpuppte sich als Gerücht. Demonaz bleibt der Band aber weiterhin als Verfasser der Texte erhalten. Die Reunion wurde am 6. Juni 2006 und der Auftritt als Headliner beim Wacken Open Air 2007 am 12. Juli 2006 auf ihrer offiziellen Homepage bestätigt. Am 6. April 2007 bestritt die Band ihr erstes Konzert nach der Reunion als Headliner des ausverkauften Inferno Festival in Oslo.

### All Shall FallundNorthern Chaos Gods
Das achte Album All Shall Fall erschien im Herbst 2009. Es enthält Riffs, die ursprünglich für Abbaths Seitenprojekt I geschrieben wurden, und Einflüsse der älteren Immortal-Alben. Am 3. August 2009 wurde Immortal als eine der ersten Bands für das Wacken Open Air 2010 bestätigt. Am 6. August 2010 veröffentlichte die Band mit The Seventh Date of Blashyrkh ihre erste Live-CD und -DVD mit dem kompletten Konzert vom Wacken Open Air 2007.
Ende 2014 entbrannte zwischen den Bandmitgliedern ein Rechtsstreit über die Rechte an der Marke Immortal. Abbath versuchte die alleinigen Markenrechte am Logo und Bandnamen zu erstreiten. Nach Aussage von Abbath verließen der frühere Gitarrist und spätere Texter Demonaz sowie Schlagzeuger Horgh die Band. Im März 2015 gab Abbath bekannt, dass er Immortal auf Eis lege und zukünftiges Material mit einer neuen Besetzung unter dem Namen Abbath veröffentlichen werde.
Anfang Dezember 2015 meldeten sich Demonaz und Horgh zu Wort. Sie gaben zu verstehen, dass es in dem Konflikt nicht darum ging, dass irgendwer die Band verlassen hat, wie von Abbath behauptet. Es ging dabei ausschließlich um dessen persönliche Probleme. Abbath lasse Proben ausfallen und habe den Fortschritt der Band schon eine sehr lange Zeit ruiniert. Abbath streitet diese Vorwürfe ab. Im November 2015 wurde der von Abbath gestellte Markenantrag seitens des norwegischen Patentamtes abgelehnt. Die verbliebenen Bandmitglieder Demonaz und Horgh kündigten an, dass im Jahr 2016 ein neues Immortal-Album aufgenommen und via Nuclear Blast veröffentlicht werden solle. Immortals neuntes Studioalbum Northern Chaos Gods erschien dann erst am 6. Juli 2018 via Nuclear Blast Records, wobei Demonaz neben der Gitarre auch den Gesang übernahm.
Im Jahr 2020 schied auch Horgh im Streit aus, so dass die Band von Demonaz alleine weitergeführt wurde.

## Blashyrkh
Blashyrkh ist ein fiktives Königreich, das oft in den Texten der Band vorkommt. Wie Sänger und Gitarrist Abbath aussagt, wurde dieses eingefrorene Königreich von seinem Hass und dem seines Bandmitgliedes Demonaz geschaffen. Es wird beherrscht von einem riesigen Rabengott namens „Mighty Ravendark“. Auf dem Album Battles in the North, im namengebenden Lied, ist er bezeichnet als „Eid des Frosts, der auf dem Rabenthron sitzt“, und als „rechtmäßiger König der höchsten Hallen“.
Blashyrkh ist auf ewig mit Kälte überzogen, Schnee und Winter, wie man aus dem Album At the Heart of Winter erfährt:

“Blashyrkh mighty be your name victorious a kingdom we made

With strength and pride all the way you are at the heart of winter

[…]

The statue watches the kingdom your giant wings make all beneath

I’m staring forth the raventhrone I know I’m at the heart of winter”

## Diskografie

### Studioalben
| Jahr | Titel Musiklabel                                 | Höchstplatzierung, Gesamtwochen, AuszeichnungChartplatzierungen (Jahr, Titel, Musiklabel, Platzierungen, Wochen, Auszeichnungen, Anmerkungen) | Höchstplatzierung, Gesamtwochen, AuszeichnungChartplatzierungen (Jahr, Titel, Musiklabel, Platzierungen, Wochen, Auszeichnungen, Anmerkungen) | Höchstplatzierung, Gesamtwochen, AuszeichnungChartplatzierungen (Jahr, Titel, Musiklabel, Platzierungen, Wochen, Auszeichnungen, Anmerkungen) | Höchstplatzierung, Gesamtwochen, AuszeichnungChartplatzierungen (Jahr, Titel, Musiklabel, Platzierungen, Wochen, Auszeichnungen, Anmerkungen) | Höchstplatzierung, Gesamtwochen, AuszeichnungChartplatzierungen (Jahr, Titel, Musiklabel, Platzierungen, Wochen, Auszeichnungen, Anmerkungen) | Anmerkungen                              |
| Jahr | Titel Musiklabel                                 | DE | AT | CH | US | NO | Anmerkungen                              |
| ---- | ------------------------------------------------ | --- | --- | --- | --- | --- | ---------------------------------------- |
| 1992 | Diabolical Fullmoon Mysticism Osmose Productions | — | — | — | — | — | Erstveröffentlichung: 1. Juli 1992       |
| 1993 | Pure Holocaust Osmose Productions                | — | — | — | — | — | Erstveröffentlichung: 1. November 1993   |
| 1995 | Battles in the North Osmose Productions          | — | — | — | — | — | Erstveröffentlichung: 15. Mai 1995       |
| 1997 | Blizzard Beasts Osmose Productions               | — | — | — | — | — | Erstveröffentlichung: 20. März 1997      |
| 1999 | At the Heart of Winter Osmose Productions        | — | — | — | — | — | Erstveröffentlichung: 22. Februar 1999   |
| 2000 | Damned in Black Osmose Productions               | DE95 (1 Wo.)DE | — | — | — | — | Erstveröffentlichung: 27. April 2000     |
| 2002 | Sons of Northern Darkness Nuclear Blast          | DE58 (1 Wo.)DE | — | — | — | — | Erstveröffentlichung: 4. Februar 2002    |
| 2009 | All Shall Fall Nuclear Blast                     | DE33 (2 Wo.)DE | AT52 (1 Wo.)AT | CH45 (1 Wo.)CH | US162 (1 Wo.)US | NO21 (3 Wo.)NO | Erstveröffentlichung: 25. September 2009 |
| 2018 | Northern Chaos Gods Nuclear Blast                | DE2 (3 Wo.)DE | AT17 (2 Wo.)AT | CH9 (2 Wo.)CH | — | NO16 (1 Wo.)NO | Erstveröffentlichung: 6. Juli 2018       |
| 2023 | War Against All Nuclear Blast                    | DE16 (1 Wo.)DE | AT16 (1 Wo.)AT | CH18 (1 Wo.)CH | — | — | Erstveröffentlichung: 26. Mai 2023       |

### Livealben
| Jahr | Titel Musiklabel                            | Höchstplatzierung, Gesamtwochen, AuszeichnungChartplatzierungen (Jahr, Titel, Musiklabel, Platzierungen, Wochen, Auszeichnungen, Anmerkungen) | Höchstplatzierung, Gesamtwochen, AuszeichnungChartplatzierungen (Jahr, Titel, Musiklabel, Platzierungen, Wochen, Auszeichnungen, Anmerkungen) | Höchstplatzierung, Gesamtwochen, AuszeichnungChartplatzierungen (Jahr, Titel, Musiklabel, Platzierungen, Wochen, Auszeichnungen, Anmerkungen) | Höchstplatzierung, Gesamtwochen, AuszeichnungChartplatzierungen (Jahr, Titel, Musiklabel, Platzierungen, Wochen, Auszeichnungen, Anmerkungen) | Höchstplatzierung, Gesamtwochen, AuszeichnungChartplatzierungen (Jahr, Titel, Musiklabel, Platzierungen, Wochen, Auszeichnungen, Anmerkungen) | Anmerkungen                          |
| Jahr | Titel Musiklabel                            | DE | AT | CH | US | NO | Anmerkungen                          |
| ---- | ------------------------------------------- | --- | --- | --- | --- | --- | ------------------------------------ |
| 2010 | The Seventh Date of Blashyrkh Nuclear Blast | DE60 (1 Wo.)DE | AT74 (1 Wo.)AT | — | — | — | Erstveröffentlichung: 6. August 2010 |

### Demos und EPs
- 1990: The Northern Upins Death (Demo)
- 1991: Suffocate (Demo)
- 1991: Immortal (EP)

### Beiträge für Sampler
- 1998: To Walk the Infernal Fields auf Darkthrone Holy Darkthrone – Eight Norwegian Bands Paying Tribute
- 2001: From the Dark Past auf Originators of the Northern Darkness – A Tribute to Mayhem